# Gertraudenbrücke
Die Gertraudenbrücke und die Neue Gertraudenbrücke in Berlin führen im Ortsteil Mitte die Gertraudenstraße über den Spreekanal zum Spittelmarkt und verbinden die historischen Stadtteile Alt-Kölln und Neukölln am Wasser.
Die zwischen 1894 und 1895 gebaute steinerne Gertraudenbrücke steht unter Denkmalschutz und erhielt mit der 1977 als Stahlträgerbrücke errichteten und südlich parallel verlaufenden Neuen Gertraudenbrücke eine Erweiterung, sodass heute ein Ensemble aus zwei Brücken besteht. Die Neue Gertraudenbrücke ist Teil der Bundesstraße 1 und gehört im Bereich des historischen Mitte Berlins zu der stark frequentierten Verkehrsmagistrale, die vom Potsdamer/Leipziger Platz über Leipziger Straße, Spittel- und Molkenmarkt zum Alexanderplatz führt.

## Geschichte
Bereits seit dem 13. Jahrhundert befand sich an der südlichen Grenze des historischen Alt-Köllns eine Brücke über den westlichen Spreekanal. Die an das Teltower Stadttor anschließende hölzerne Zugbrücke trug zunächst den Namen Teltower Brücke und war wegen der Insellage eine zweigeteilte Konstruktion. Im 15. Jahrhundert wurde vor dem Tor ein Hospital mit Kapelle errichtet, das auf den Namen der heiligen Gertrud geweiht wurde. Die Brücke hieß nun Gertraudenbrücke. Der Bau neuer Stadtbefestigungen der Doppelstadt Kölln-Berlin im 17. Jahrhundert führte zum Abriss des Gertraudentores, und die Brücke wurde umgebaut. 1737–1739 ließ Berlins Oberbaudirektor Titus de Favre eine neue breite Zug- und Klappbrücke aus Holz errichten und die Brückenauffahrt erhöhen. Diesen Zustand beschreibt eine historische Quelle aus dem 18. Jahrhundert sehr anschaulich:

„Die Gertrautenbrücke. Sie führt von Altkölln, aus der Gertrautenstraße, über die Friedrichsgracht nach Neukölln und dem Werder. Sie ward 1739 von Favre auf die jetzige Art mit Gegengewichten erbauet und kostete 1950 Rthlr. [=Reichsthaler] ohne die Materialien. Bey dieser Gelegenheit ward die Gegend erhöht. Vor der Befestigung Berlins, stand hier das Gertrauten Thor. Es war hier damals eine doppelte Brücke, weil hier ein doppelter Arm der Spree ging. Bey der Befestigung aber ging das Gertrautenthor ein.“

Um 1878/1879 versuchten die Stadtverantwortlichen, durch den Anbau je drei Meter breiter eiserner Fußstege und einer Klappenverstärkung dem zunehmenden Kutsch- und Pferdebahnverkehr (1890 wird ein Stundendurchsatz von 70 Wagen der Pferdebahnlinien angegeben) mehr Platz zu verschaffen. Zur gleichen Zeit wurde der benachbarte Mühlendamm verbreitert und der Spreekanal für den Schiffsverkehr ausgebaut.
Alle Umbaumaßnahmen der Gertraudenbrücke genügten nun nicht mehr, und eine feste und breitere Brücke musste die bisherigen Konstruktionen ersetzen. Baumeister Otto Stahn lieferte die Pläne für die noch heute erhaltene massive Gewölbebrücke, die 1894/95 errichtet wurde. Das Gewölbe und die Verkleidung der Ansichtsflächen bestehen aus dunkelgrau-brauner rheinischer Basaltlava. 1896 wurde die Skulptur der heiligen Gertrud aufgestellt.
Gegen Ende des Zweiten Weltkrieges ließ die Stadt die Bronzeskulptur abbauen, weil sie zu Kriegsgerät umgeschmolzen werden sollte. Der Bronzegießer Hans Füssel (1897–1989) versteckte die Figur jedoch und konnte sie so vor der Vernichtung bewahren. 1954 kam die „Brückenheilige“ auf ihren Platz zurück.
1977 wurde südlich der alten Brücke eine schmucklose Stahlträger-Autobrücke erbaut. Die historische Brücke mit der Statue wurde der veränderten Straßenführung und dem Fußgängerverkehr angepasst. Sie steht unter Denkmalschutz.

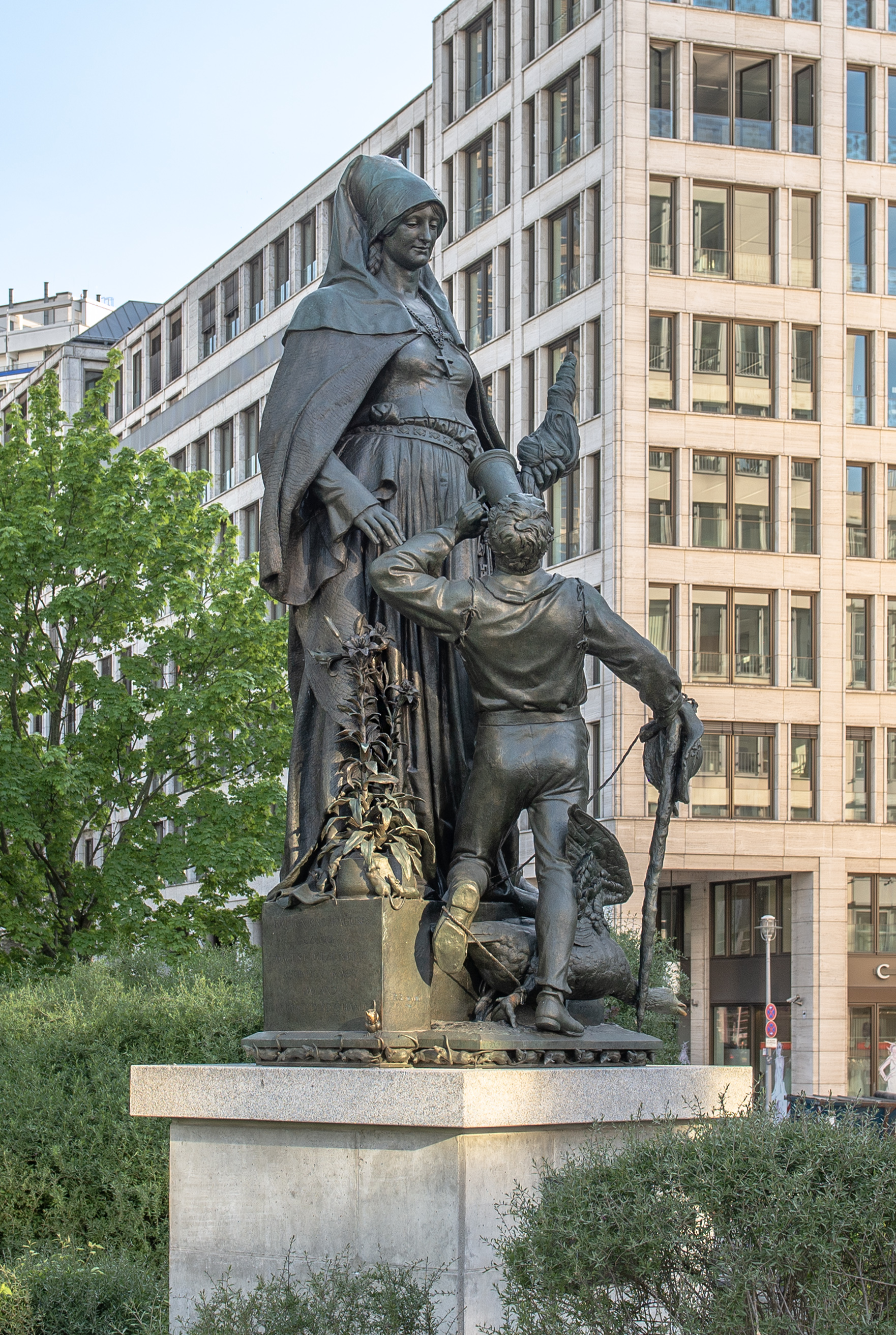
Figur der Hl. Gertrud 2023

## Brückenschmuck und die heilige Gertrud
Das massive stufenförmig dem flachen Gewölbebogen folgende Brückengeländer ist im mittleren Bereich aufgelöst in kleine spitzbogige Felder mit je zehn Säulen und schmiedeeisernen Ornamenten in den Zwischenräumen. Zusammen mit der Bronzefigur der heiligen Gertrud bildet es den einzigen Brückenschmuck. Die Skulptur zur Erinnerung an das Gertraudenhospital aus dem 15. Jahrhundert wurde 1896 von Rudolf Siemering modelliert und in der Kunstgießerei Lauchhammer in Bronze gegossen. Die drei Meter hohe Statue soll die Äbtissin Gertrud des Klosters Nivelles aus dem 7. Jahrhundert darstellen. Sie ist Schutzpatronin gegen Mäuse- und Rattenplagen, der Reisenden und Pilger, der Gärtner und der Armen und Witwen. Darauf verweist die Inschrift im Sockel: Ratten und Mäusegezücht machst Du zunicht. Aber den Armen im Land reichst Du die Hand. Die zahlreichen Tierchen sind am Postament in Bronze gegossen, ihr Streicheln verheißt eine ständige Geldvermehrung im eigenen Portemonnaie. Im Zweiten Weltkrieg wurde die Skulptur im Flakturm Friedrichshain eingelagert und vor der Wiederaufstellung von Hans Füssel restauriert. 2017 wurde die Skulptur demontiert und im Depot des Landesdenkmalamtes eingelagert. Erst nach Abschluss der Sanierung der Gertraudenbrücke, die 2021 noch nicht begonnen hatte, soll die heilige Gertrud wieder am alten Standort aufgestellt werden. Bis dahin steht sie seit dem 8. Dezember 2021, frisch durch die Firma Bernd M. Helmich restauriert, auf einem Betonsockel unmittelbar neben der Brücke.

## Zukunft der Brücke
Das am Ende des 20. Jahrhunderts erstellte „Planwerk Innenstadt“ sieht die langfristige Wiederherstellung der historischen Mitte Berlins vor. Die Umsetzung für den Bereich der Gertraudenstraße sah einen Abriss der sanierungsbedürftigen neuen Gertraudenbrücke mit einer Rückverlegung der Straßentrasse vor. Danach sollte die alte Gertraudenbrücke längs geteilt werden und als nördlicher und südlicher Brückenteil die Gehwege aufnehmen. Ein neues Brückenmittelteil für die Aufnahme der Fahrstreifen und des Gleiskörpers der Straßenbahn sollte eingefügt werden, sodass historische Brückenteile erhalten blieben. Wegen permanenter Finanzknappheit und geänderter Prioritäten sollte mit einer Umsetzung des Planwerks frühestens 2011 begonnen werden, obwohl die Senatsverwaltung für Bauen, Wohnen und Stadtentwicklung Anfang 2009 bereits Bebauungspläne an der neu gestalteten Gertraudenbrücke präsentierte.

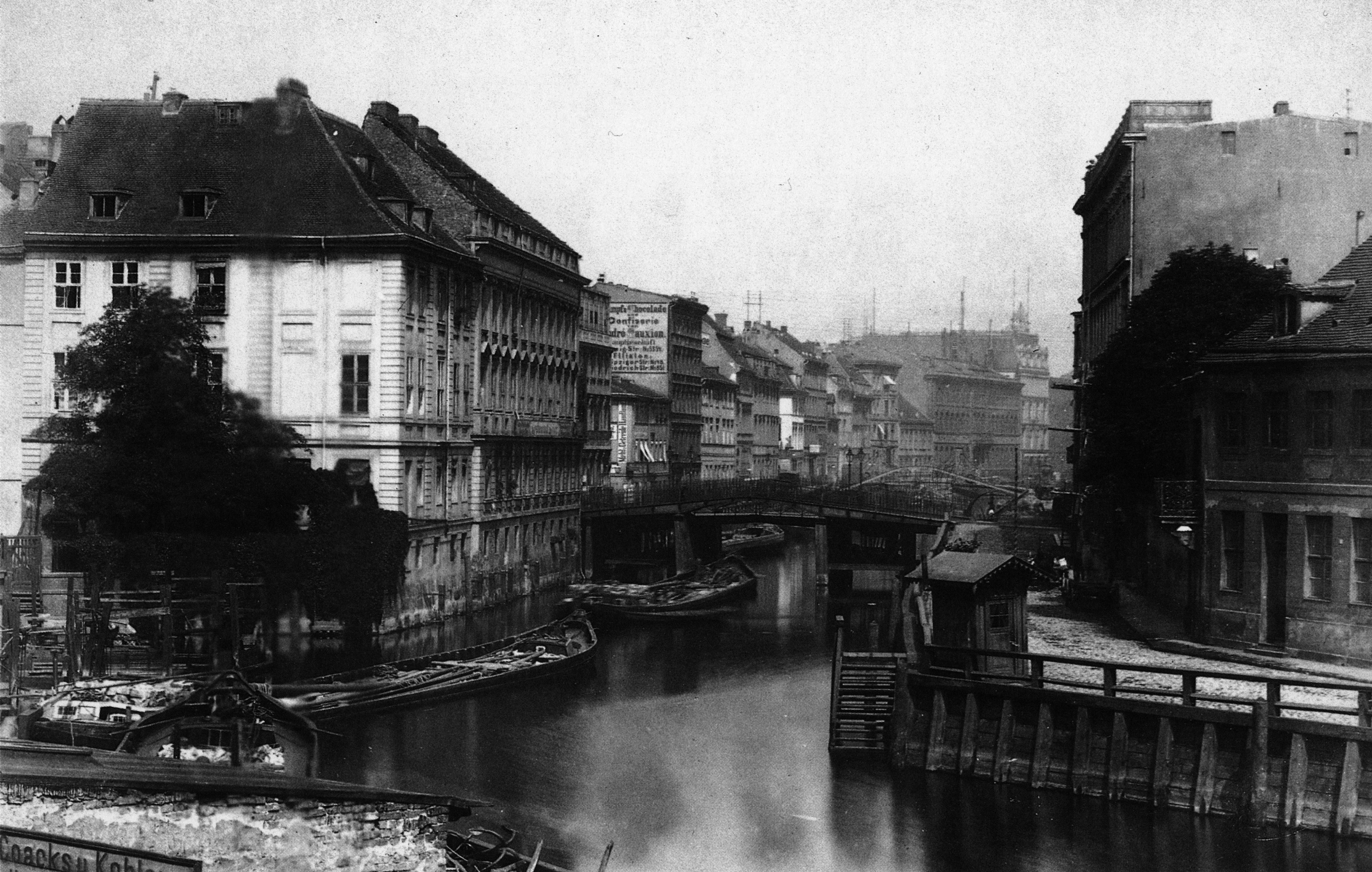
Gertraudenbrücke 1880, vor dem Neubau
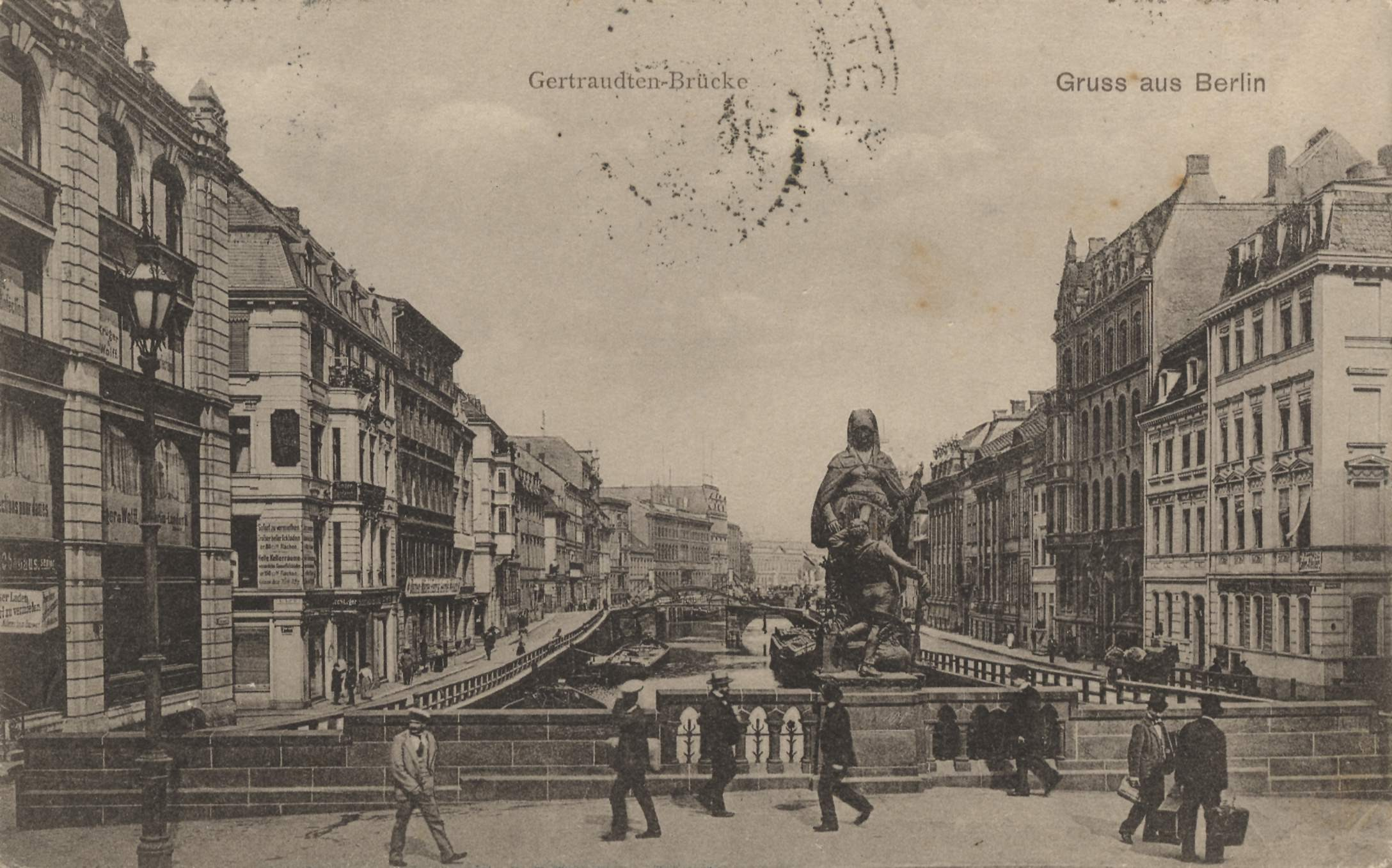
Im Vordergrund die Gertraudenbrücke, um 1900
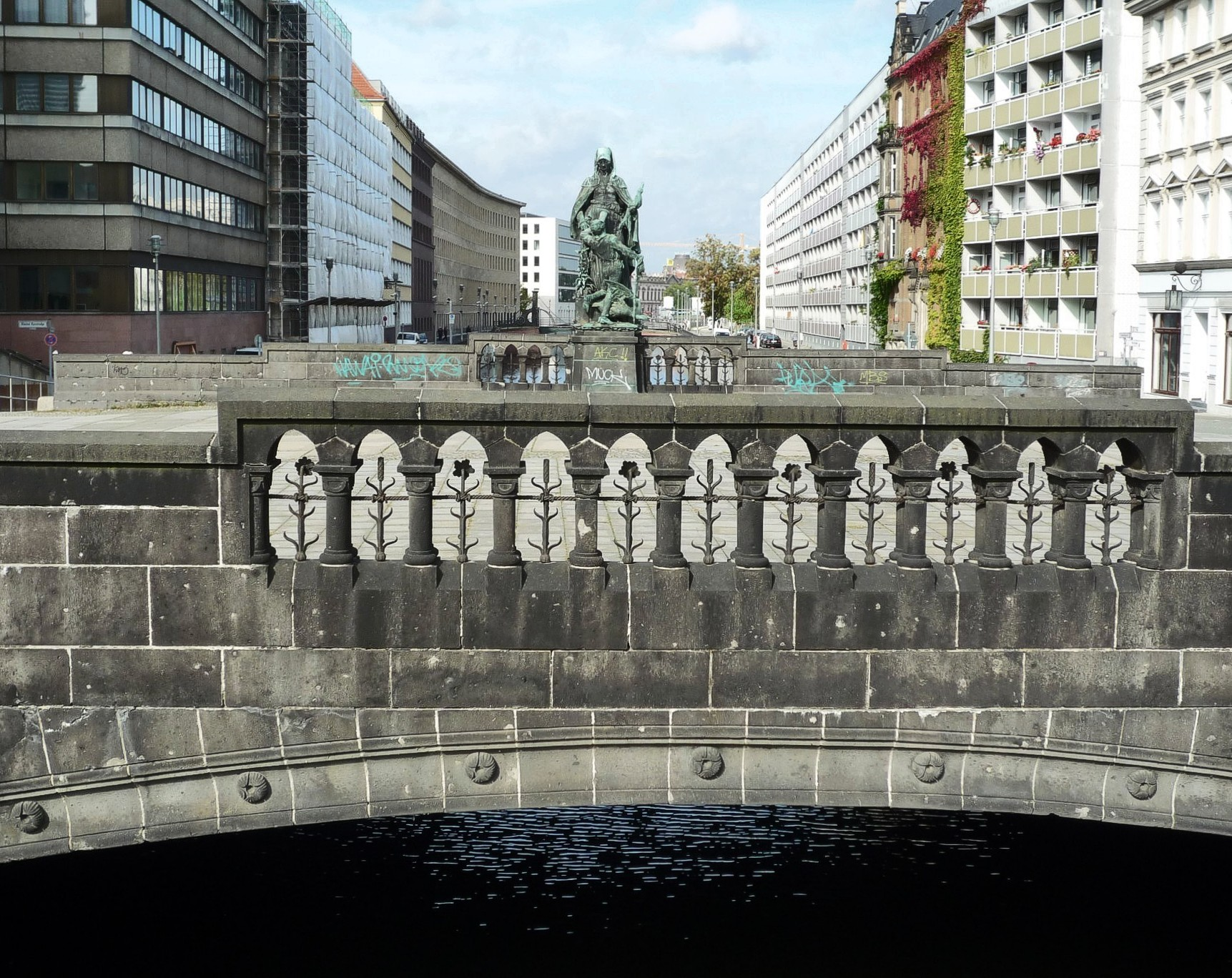
Alte Gertraudenbrücke, 2009
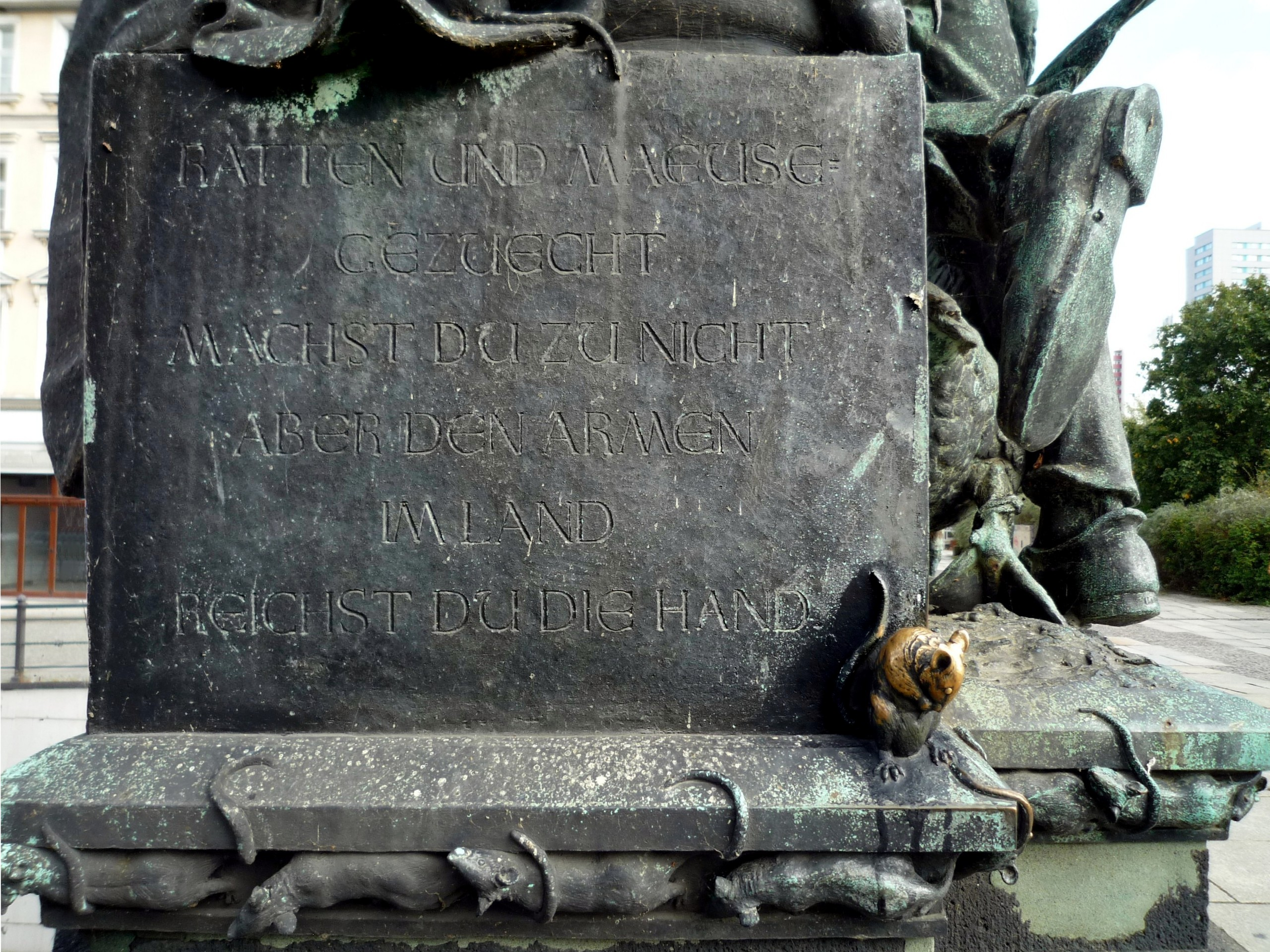
Sockel mit Inschrift und Ratten

## Sehenswertes in der Nähe der Brücke (Auswahl)
- Juwelenhaus, Gertraudenstraße 10: in der Vergangenheit Konfektionshaus, Gold- und Juwelenschmiede, Sitz eines Musikverlages, Hochzeitsausstatter, Buchhandlung. Nach der Wende lange leerstehend, erwarb es der badische Unternehmer Karlheinz Hurle im Jahr 2002. Aus dem fünfstöckigen denkmalgeschützten Gebäude der Architekten Max Jacob und Georg Roensch[13] entstand für über drei Mio. Euro das nun Juwelenhaus genannte Bürogebäude.[14] In den unteren Etagen etablierte sich inzwischen das Hochzeitshaus Berlin.[15]
- Petriplatz

## Briefmarke
Im Jahr 1985 gab das Ministerium für Post- und Fernmeldewesen der DDR eine Serie Berliner Brücken heraus, deren 10-Pfennig-Wert eine Seitenansicht der (alten) Gertraudenbrücke zeigt.